# Karl Georg Wilhelm von Krause
Karl Georg Wilhelm Krause, ab 1787 von Krause, (* 28. Oktober 1761 in Pritzlow; † 19. August 1832 ebenda) war ein pommerscher Gutsbesitzer, preußischer Politiker und Landrat des Kreises Randow.

## Leben
Karl Georg Wilhelm Krause war ein Sohn des Domänenrats Karl Georg Wilhelm Krause. Nach dem Besuch des Akademischen Gymnasiums in Stettin studierte er an der Universität Halle. Anschließend trat er in den Staatsdienst und arbeitete bei der Kriegs und Domänenkammer in Stettin. Nach dem Tod seines Vaters brach er diese Laufbahn jedoch ab, um sich der Bewirtschaftung des geerbten Gutes Pritzlow zu widmen. 1787 wurde er durch König Friedrich Wilhelm II. in den preußischen Adelsstand erhoben.
1795 wurde er als Nachfolger von Carl von Massow zum Landrat des Kreises Randow sowie zum Deputierten des Kreises zur Pommerschen Landschaft gewählt. Während der Franzosenzeit setzte er sich dafür ein, die Forderungen der Besatzungsmacht „vorzugsweise durch Naturalleistungen zu erfüllen.“ Für seine Verdienste wurde er 1810 mit dem Roten Adlerorden 3. Klasse ausgezeichnet. Im selben Jahr wurde er zum Landschaftsdirektor des vorpommerschen Departements der Pommerschen Landschaft gewählt. 1822 wurde er in die Kommission für die Tilgung der Kriegsschulden gewählt. 1823 wurde er Ritter des Johanniterordens. Von diesem Jahr bis zu seinem Tode gehörte er dem Provinziallandtag der Provinz Pommern an.
Mit seiner aus der Familie von der Osten stammenden Frau (⚭ 1794) hatte er zwei Söhne und zwei Töchter.